# Bruchophagus timaspidis
Bruchophagus timaspidis is een vliesvleugelig insect uit de familie Eurytomidae. De wetenschappelijke naam is voor het eerst geldig gepubliceerd in 1904 door Mayr.